# Pérdida esperada
La pérdida esperada es la suma de los valores de todas las pérdidas posibles, cada una multiplicada por la probabilidad de que ocurra esa pérdida.
En préstamos bancarios (viviendas, automóviles, tarjetas de crédito, préstamos comerciales, etc.) la pérdida esperada de un préstamo varía con el tiempo por varias razones. La mayoría de los préstamos se reembolsan a lo largo del tiempo y, por lo tanto, tienen una cantidad pendiente de pago decreciente. Además, los préstamos suelen estar respaldados por garantías prendadas cuyo valor cambia "de manera diferente" con el tiempo en comparación con el valor pendiente del préstamo.
Tres factores son relevantes en el análisis de la pérdida esperada:
- Probabilidad de incumplimiento (PD)[2][3]
- Exposición al incumplimiento (EAD)[4][5]
- Pérdida en caso de incumplimiento (LGD)[6][7]

La pérdida esperada no es invariable en el tiempo, sino que debe volver a calcularse cuando cambian las circunstancias. A veces, tanto la probabilidad de incumplimiento como la pérdida en caso de incumplimiento pueden aumentar, dando dos razones por las que aumenta la pérdida esperada.
Por ejemplo, durante un período de 20 años, solo el 5% de una determinada clase de propietarios de viviendas incumplen sus obligaciones. Sin embargo, cuando golpea una crisis sistémica y el valor de las viviendas cae un 30% durante un período prolongado, esa misma clase de prestatarios cambia su comportamiento de incumplimiento. En lugar de un 5% de incumplimiento, digamos un 10% de incumplimiento, en gran parte debido al hecho de que la LGD ha aumentado catastróficamente.
Para adaptarse a ese tipo de situación, es necesario calcular una pérdida esperada mucho mayor. Este es el tema de una investigación considerable a nivel nacional y mundial, ya que tiene un gran impacto en la comprensión y mitigación del riesgo sistémico.